# Quinto Aurélio Patumeio Frontão
Quinto Aurélio Patumeio Frontão (em latim: Quintus Aurelius Pactumeius Fronto) foi um senador romano nomeado cônsul sufecto para o nundínio de março a abril de 80 com Lúcio Élio Lamia Pláucio Eliano.

## Carreira
Frontão foi a primeira pessoa oriunda do norte da África a chegar ao consulado romano, embora seu irmão, Quinto Aurélio Patumeio Clemente, cuja data do consulado é desconhecida, mas certamente próxima, possa ter sido o primeiro. Uma estampa em uma ânfora encontrada em Pompeia foi datada no ano do consulado de "Marcelo e Patumeio". O mistério está numa inscrição encontrada em Cirta erigida por Patumeia, filha de um dos irmãos, mas cujo nome do pai está danificado. Frontão e Clemente são conhecidos apenas através destas inscrições.
Os dois nasceram numa família equestre e eram homens novos. Mireille Cobier explica o nome dos dois como resultado de adoções testamentárias por um certo Quinto Aurélio. Ambos foram admitidos no Senado (adlectio) quando foram pretores entre 73 e 74. Frontão foi nomeado superintendente do erário militar, presumivelmente entre 75 e 79. Corbier também nota a incrível velocidade da carreira de Frontão: ele precisou de apenas seis anos para chegar ao status consular depois de sua admissão no Senado. Nada mais se sabe sobre eles depois do consulado.
Corbier acredita que Patumeia era filha de Frontão e que Clemente era avô de Públio Patumeio Clemente, cônsul em 138.